# Signalübergang

Beim Manchester-Code wird jedes Bit durch beide signifikanten Zustände kodiert. Eine 1 durch ein Hi-Low und eine 0 durch ein Low-Hi bzw. umgekehrt.

Signalübergang bezeichnet den Wechsel von einem signifikanten Zustand zu einem anderen, wenn es sich auf die Modulation eines Trägersignals bezieht.

## Beispiele
Wechsel des Zustands 
- eines elektrischen Stroms,
- einer elektrischen Spannung,
- eines Leistungspegels (elektrisch oder optisch),
- einer Frequenz bzw. Wellenlänge,
- einer Phasenlage

zu einem jeweils anderen Zustand.

## Einsatz
- Signalübergänge können dazu verwendet werden, die eigentlichen Signale zu sein, die Informationen repräsentieren.
- Beim Manchester-Code dient ein zusätzlicher Signalübergang pro Informationseinheit (Bit) dazu Fehler zu erkennen.